# مع الله (كتاب)
كتاب مع الله هو أحد الكتب المتخصصة في أسماء الله من تأليف سلمان بن فهد العودة يبحث الكتاب في أسماء الله كاملة بشكل تسلسلي فيناقش معانيها اللغوية والدينية بشكل مختصر مع ذكر بعض الآيات التي وردت فيها الأسماء مع عددها، الكتاب لم يبحر كثيراً في المعاني اللغوية ومصادر المفردات بل كان يفسر الأسماء روحانياً استناداً للآيات القرانية والأحاديث النبوية وغلب عليه اسلوب النصح والإرشاد.

## للكتاب أسباب
ذكر سلمان العودة في مقدمة الكتاب عن الأسباب التي دفعته لكتابة هذا الكتاب وبين أن السبب الرئيسي لذلك هو:
| مع الله (كتاب) | انغماس من حوله في المماحكات الوهمية والحكايات الجانبية التي تستنزف الوقت وتأكل الجهد ولا تزيد من الخير إلا بعداً علاوةً أنها تضري البغض والعداوة وتصد عن ذكر الله وعن الصلاة وكما أن لها سكرة وإدماناً كسكرة الخمرة فرأى أن غمسهم في معالي المسائل وأصولها وكبارها التي لا يملكون التقليل من شأنها ولا الغض من قدرها وكان موضوع الألوهية رأس هذه الموضوعات وأسها ويحكي أيضاً أنه وجد أيضاً أن طرق هذا الباب ليس علاجاً فحسب لبوادر ضارة من شرود الفكر وانغلاقه وتعصبه بل هو علاج لكل سلبيات الفكر وطموحه وغروره وتضخمه واندفاعه أو تطرفه وتزمته وضلاله. | مع الله (كتاب) |

وذكر أيضاً أنه رأى أن ذلك علاجاً لكل مشكلات الحياة وهمومها وغمومها وصعابها وعقباتها النفسية والصحية الوظيفية والزوجية والدراسية والاجتماعية والنفسية والاقتصادية وسواها حسب رأيه.

### السبب الآخر
كما ذكر سلمان العودة سبب آخر، وهو المعتزلي الشيعي ابن ابي الحديد الذي انطوى في روعه عن أمر غير محمود، لكنه وجد في ترجمته عند ابن تيمية:«أنه من فضلاء الشيعة المعتزلة المتفلسفة، وله أشعار في هذا الباب.»

## عقلي المؤمن
عمد الكاتب على معارضة الإلحاد في بداية الكتاب حيث جمع كل أقوال الملاحدة ومن شابههم الأفكار ورد عليها رداً هادئاً وباسلوب عقلي يلامس خيال القارئ بعنوان عقلي المؤمن.